# Derinkuyu
Derinkuyu là một huyện thuộc tỉnh Nevşehir, Thổ Nhĩ Kỳ. Huyện có diện tích 445 km2 (172 dặm vuông Anh), độ cao trung bình là 1.300 m (4.265 ft), với điểm cao nhất là Mt. Ertaş, cao 1.988 m (6.522 ft). Năm 2010, dân số 22.114 người, mật độ 49 người/km², trong đó 10.679 người sống ở thị trấn  .

## Hình ảnh

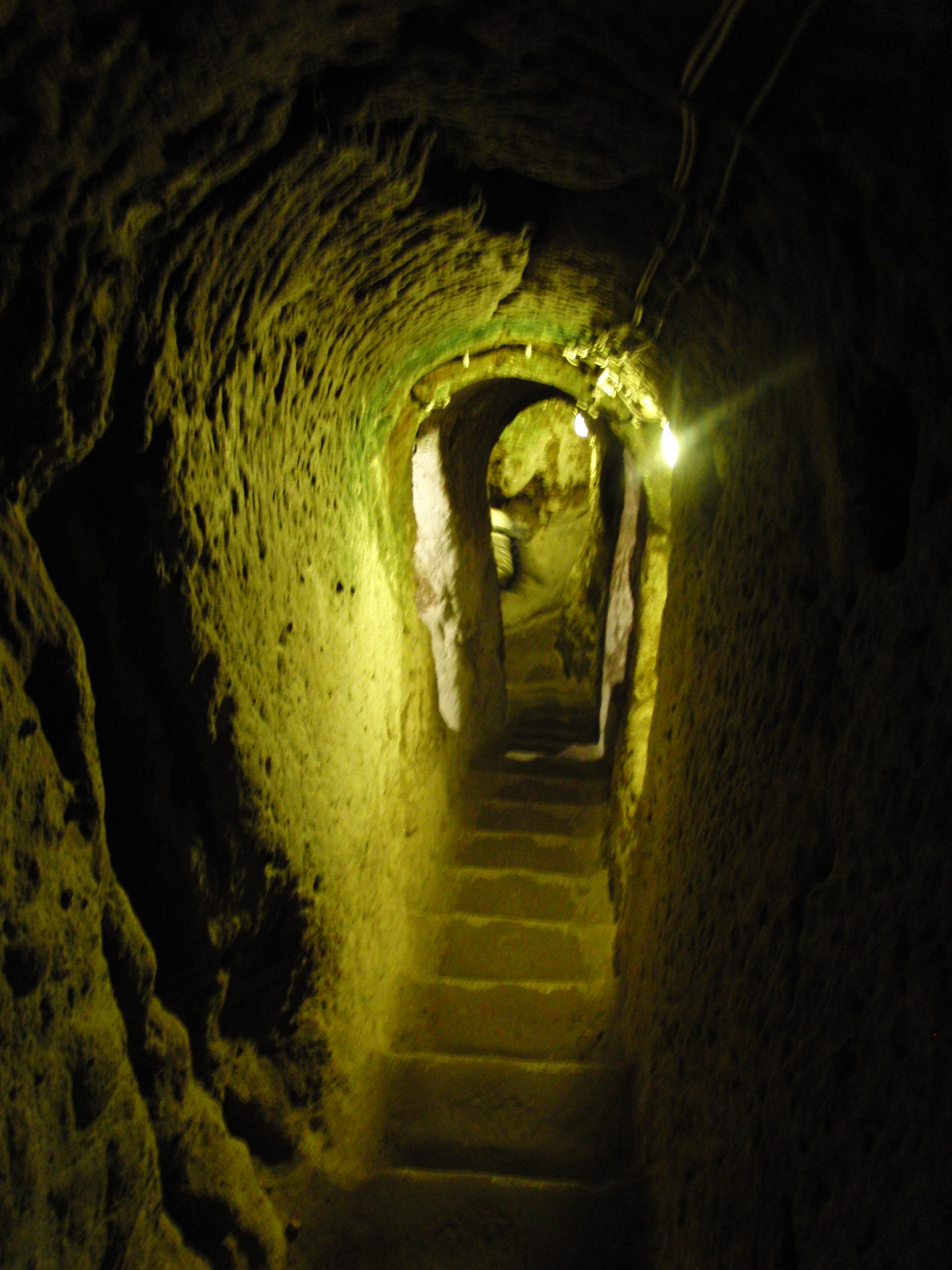
Cầu thang ở thị trấn ngầm Derinkuyu
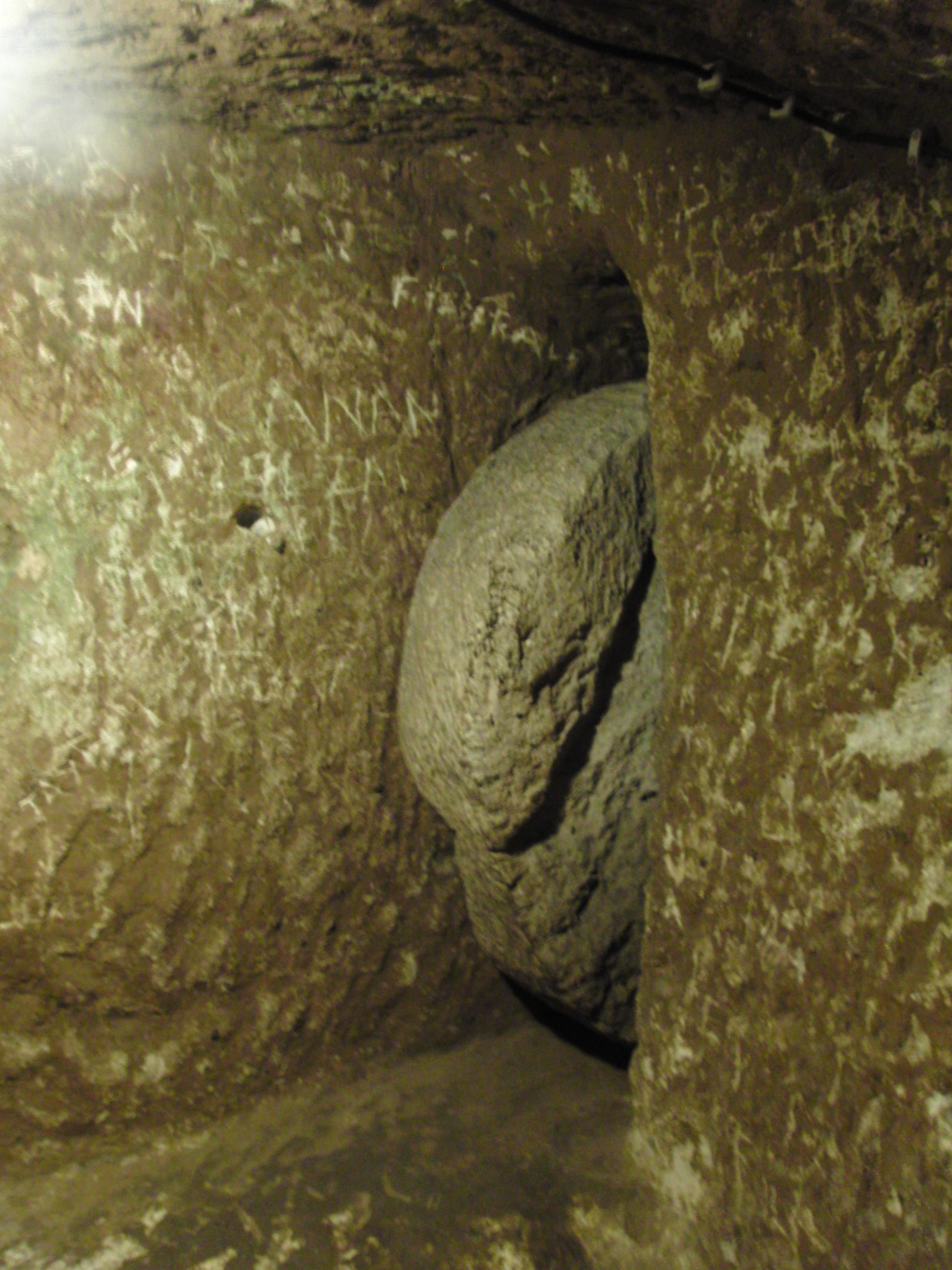
Cửa đá ở thị trấn ngầm Derinkuyu
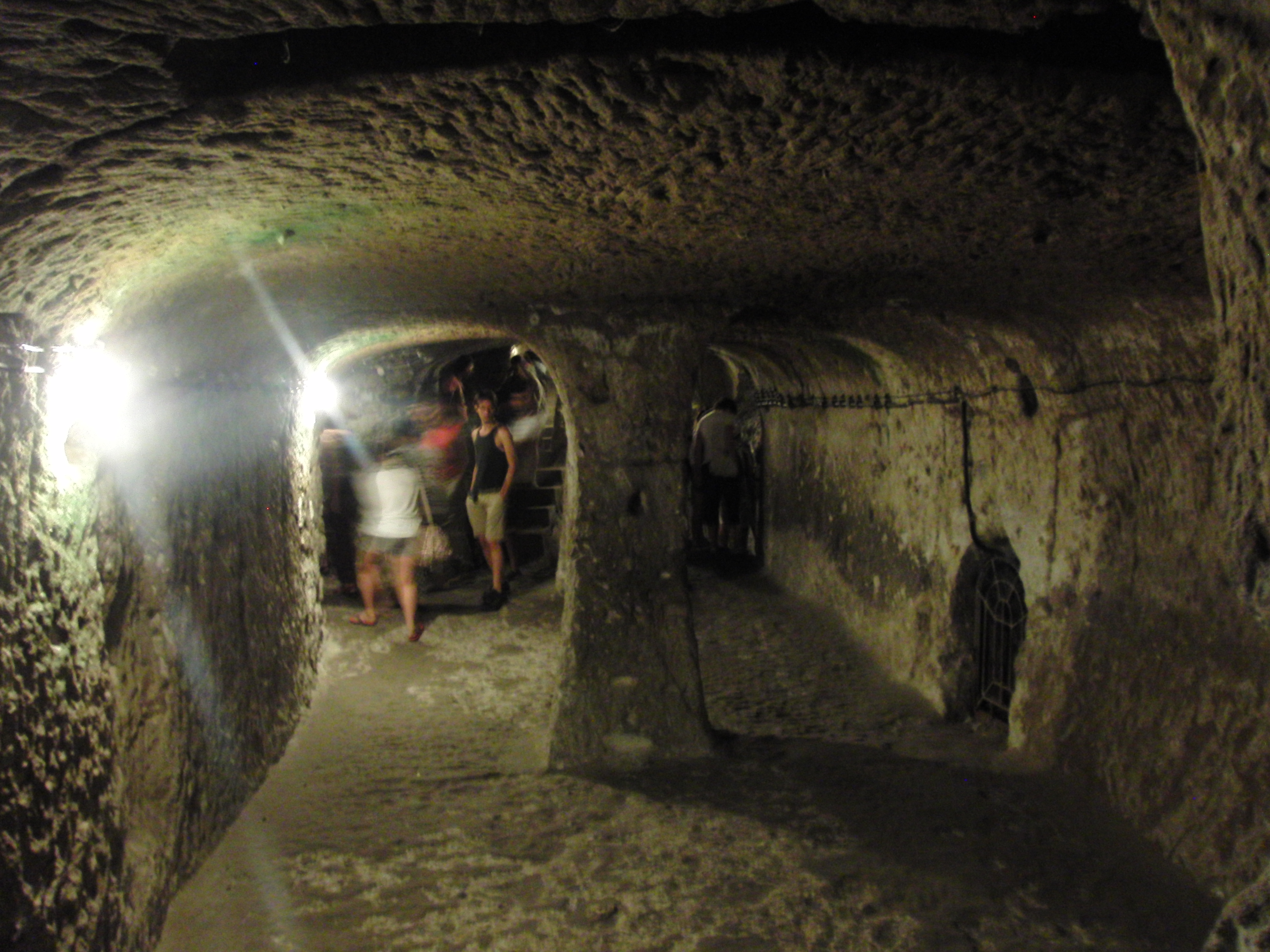
Phòng ở thị trấn ngầm Derinkuyu